# 촨후이구

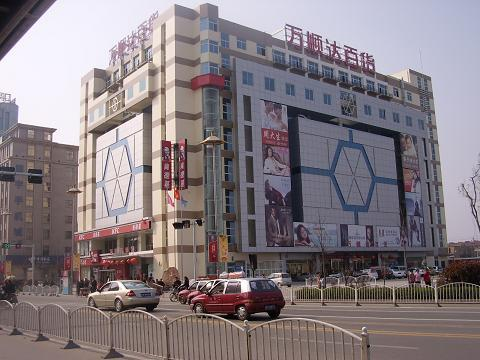

촨후이구(한국어: 천회구, 중국어: 川汇区, 병음: Chuānhuì Qū)는 중화인민공화국 허난성 저우커우시의 현급 행정구역이다. 넓이는 141km2이고, 인구는 2007년 기준으로 510,000명이다.

## 행정 구역
9개 가도, 1개 향을 관할한다.
- 가도: 陈州街道, 七一路街道, 纺织路街道, 人和街道, 小桥街道, 城南街道, 城北街道, 城东街道, 搬口街道.
- 향: 李埠口乡.